# Næstved Megacenter
Næstved Megacenter er et megacenter i Næstved, der primært indeholder butikker og varehuse med særligt pladskrævende varegrupper.
Megacentret blev etableret i to etaper i 1990 og 1991, efter at Næstved Storcenter var blevet indviet i 1989. I november 2017 solgte Næstved Kommune en stor grund på 53.000 m² for at der kunne blive etableret endnu et storcenter Næstved Retail Park øst for megacentret.
I februar 2018 bestod det af 11 butikker bl.a. Elgiganten og Toys "R" Us.

## Reference
1. ↑  Næstved Storcenter Arkiveret 3. marts 2017 hos  Wayback Machine. huse-i-naestved.dk. Hentet 19/2-2018
2. ↑  Kæmpe center på vej i Næstved: Her skal det ligge Arkiveret 21. februar 2018 hos  Wayback Machine. TV Øst. Hentet 18/11-2017
3. ↑  Butikkerne. Næstved Megacenter. Hentet 20/2-2018

55°15′13″N 11°47′19″Ø / 55.2535°N 11.7886°Ø